# Eisenbahnunfall von Etulia
Bei dem Eisenbahnunfall von Etulia stießen am 24. Dezember 1938 bei Etulia, Moldau (damals: Rumänien), zwei Personenzüge auf einer eingleisigen Strecke frontal zusammen. Zwischen den beiden zuständigen Fahrdienstleitern war es zu einem Missverständnis über den Bahnhof gekommen, in dem die Zugkreuzung durchgeführt werden sollte: Fahrplanmäßig hätte die Zugkreuzung in Etulia erfolgen sollen, sie wurde jedoch in den Bahnhof Frecăței (heute Limanske in der Ukraine) verlegt. Dessen Fahrdienstleiter hatte die Änderung nicht zur Kenntnis genommen oder sie vergessen und ließ ebenfalls einen Zug in den Streckenabschnitt einfahren. Hinzu kam, dass durch einen Schneesturm sehr schlechte Sichtverhältnisse herrschten. Bei der Kollision starben 93 Menschen, 147 wurden darüber hinaus verletzt.